# واقز (یمن)
 واقز  دهستانی است در عزلهٔ (القعاملة)، در ناحیهٔ (المراوغة)، بسافت ۲۰ کیلومتر، از سمت شمال، از توابع استان حَجّه در کشور یمن در شبه جزیره عربستان است. 

## جمعیت
جمعیت آن ( ۲۳۰ ) نفر (۱۴ خانوار) می‌باشد.
مؤرخ:(الأکوع) می‌نویسد که ابرهیم بن محمد بن زیاد مؤرخ مشهور قرن هفتم هجری قمری از دهستان بودند.

## منبع
- المقحفی، ابراهیم، احمد ، (مُعجَم المُدُن وَالقَبائِل الیَمَنِیَة) ، منشورات دار الحکمة، صنعاء، چاپ پنجم، وانتشار سال ۱۹۸۵ میلادی به (عربی).